# Luciana Aigner-Foresti
Luciana Aigner-Foresti (* 30. Juli 1936 in Rom) ist eine italienische Althistorikerin und Etruskologin.

## Leben
Luciana Aigner-Foresti studierte ab 1965 Alte Geschichte, Altertumskunde, Klassische Archäologie, Orientalistik und Vergleichende Sprachwissenschaft an der Universität Graz und wurde 1972 bei Franz Hampl promoviert, 1976 erhielt sie bei Massimo Pallottino das Diplom für Etruskologie und Italische Altertumskunde an der Ausländeruniversität Perugia. Von 1973 bis 1994 arbeitete sie halbtags als Vertragsassistentin am Althistorischen Institut der Universität Graz. 1987 erfolgte die Habilitation für Etruskologie und Italische Altertumskunde am Institut für Alte Geschichte, Altertumskunde und Epigraphik der Universität Wien.
Seit 1988 war Aigner-Foresti Gastprofessorin am Institut für Alte Geschichte der Università Cattolica del Sacro Cuore in Mailand. Von 1994 bis 2001 lehrte sie als Universitätsprofessorin für Etruskologie und Italische Altertumskunde am Institut für Alte Geschichte, Altertumskunde und Epigraphik der Universität Wien.
Sie ist Mitglied zahlreicher Institutionen, so wurde sie 1989 zum Korrespondierenden Mitglied des Istituto Nazionale di Studi Etruschi ed Italici (Florenz) gewählt, deren  Sektion Austria-Wien sie seit 1997 leitet. 1991 wurde sie ordentliches Mitglied der Accademia Properziana di Spoleto, 1998 auswärtiges Mitglied des Istituto Lombardo, Accademia di Scienze e Lettere. Seit 1996 ist sie Mitglied des Beirates des Instituts für Kulturgeschichte der Antike an der Österreichischen Akademie der Wissenschaften (ÖAW), deren Korrespondierendes Mitglied sie 1998 wurde, zugleich auch Mitglied des Kuratoriums der ÖAW für das Historische Institut beim Österreichischen Forum in Rom. 2005 erhielt sie den Wilhelm-Hartel-Preis.

## Schriften
- Tesi, ipotesi e considerazioni sull’origine degli Etruschi (= Dissertationen der Universität Graz, Band 30). Verband der Wissenschaftlichen Gesellschaften Österreichs – VWGÖ, Wien 1974, DNB 831212772, OCLC 2532972 (Dissertation Universität Graz 1972, 360 Seiten).
- Der Ostalpenraum und Italien. Ihre kulturellen Beziehungen im Spiegel der anthropomorphen Kleinplastik aus Bronze des 7. Jhs. v. Chr.  (= Dissertazioni di estruscologia e antichità italiche pubblicate a cura dell'Istituto di studi etruschi ed italici, Band 3). Olschki, Firenze 1980, OCLC 8726770 (Dissertation – thesis (doctoral) – Università italiana per stranieri di Perugia, 1976, 151 Seiten, Zusammenfassung in Italienisch).
- Zeugnisse etruskischer Kultur im Nordwesten Italiens und in Südfrankreich. Zur Geschichte der Ausbreitung etruskischer Einflüsse und der etruskisch-griechischen Auseinandersetzung (= Österreichische Akademie der Wissenschaften. Philosophisch-Historische Klasse: Sitzungsberichte; Band 507). Verlag der ÖAW, Wien 1988, ISBN 3-7001-1385-4.
- Etrusker nördlich von Etrurien. Etruskische Präsenz in Norditalien und nördlich der Alpen sowie ihre Einflüsse auf die einheimischen Kulturen. Akten des Symposions von Wien – Schloß Neuwaldegg, 2.–5. Oktober 1989, Reihe: Sitzungsberichte der philosophisch-historischen Klasse, VÖAW, Wien 1992, ISBN 3-7001-1958-5.
- Die Etrusker und das frühe Rom (= Geschichte kompakt – Antike). Wissenschaftliche Buchgesellschaft, Darmstadt 2003, ISBN 3-534-15495-9.
- Luciana Aigner-Foresti, Peter Siewert (Hrsg.): Entstehung von Staat und Stadt bei den Etruskern. Probleme und Möglichkeiten der Erforschung früher Gemeinschaften in Etrurien im Vergleich zu anderen mittelmeerischen Kulturen. Österreichische Akademie der Wissenschaften, Wien 2006, ISBN 3-7001-3509-2 (Sitzungsberichte der philologisch-historischen Klasse. Bd. 725).
- Geschichte und Erbe der Etrusker. Kohlhammer, Stuttgart 2024, ISBN 978-3-17-042517-0.